# I liga polska w hokeju na lodzie (2010/2011)
I liga polska w hokeju na lodzie w sezonie 2010/2011 rozegrana została na przełomie 2010 i 2011 roku. Był to 55. sezon rozgrywek o Mistrzostwo I ligi w hokeju na lodzie. W rozgrywkach wzięło udział 9 zespołów z czterech województw: śląskiego, małopolskiego, mazowieckiego oraz z opolskiego.
Pierwsze mecze sezonu odbyły się 11 września 2010 roku. Rozgrywki zakończyły się w marcu 2011 roku.

## Drużyny
W pierwszej lidze występowało 13 zespołów, które walczyły o awans do ekstraligi w hokeju na lodzie:
|    | Zespoły występujące w pierwszej lidze 2009/2010    |
| -- | -------------------------------------------------- |
| 1  | HC GKS Katowice                                    |
| 2  | Legia Warszawa                                     |
| 3  | Orlik Opole                                        |
| 4  | UKS Sielec Sosnowiec                               |
| 5  | SMS I Sosnowiec                                    |
| 6  | Polonia Bytom                                      |
| 7  | Nesta Toruń                                        |
|    | Zespoły uczestniczące w Centralnej Lidze Hokejowej |
| 8  | GKS Stoczniowiec Gdańsk                            |
| 9  | KKS Naprzód Janów                                  |
| 10 | MMKS Podhale Nowy Targ                             |
| 11 | UKH Unia Oświęcim                                  |
| 12 | Sokoły Toruń                                       |
| 13 | SMS II Sosnowiec                                   |

## Sezon zasadniczy
Sezon regularny rozpoczął się 11 września 2010 roku. Zakończył się zaś 26 lutego 2011 roku. Sezon został podzielony na dwie fazy. W pierwszej trwająca od września do 9 stycznia, uczestniczyło 7 drużyn uczestniczących na stałe w I lidze oraz 6 drużyn grających dotychczas w Centralnej Lidze Juniorów. Daje to łączną liczbę 13 zespołów, które rozegrały pomiędzy sobą po 24 spotkania system każdy z każdym (mecz i rewanż). W styczniu drużyny uczestniczące w Centralnej lidze Juniorów rozgrywały mecze tylko w swojej kategorii wiekowej, zaś pozostałe drużyny walczyły o awans do ekstraligi. W drugim etapie zaliczone zostały wyniki z pierwszej części sezonu.

### I etap
L = lokata, M = liczba rozegranych spotkań, Pkt = Liczba zdobytych punktów, W = Wygrane, WpD = Wygrane po dogrywce lub karnych, PpD = Porażki po dogrywce lub karnych, P = Porażki (ogółem), G+ = Gole strzelone, G- = Gole stracone, +/- Różnica bramek
| Lp. | Zespół                     | M  | Pkt | W  | WpD | PpD | P  | G + | G - | +/-  |
| --- | -------------------------- | -- | --- | -- | --- | --- | -- | --- | --- | ---- |
| 1   | Nesta Toruń                | 23 | 69  | 23 | 0   | 0   | 0  | 200 | 35  | +165 |
| 2   | Polonia Bytom              | 24 | 57  | 19 | 0   | 0   | 5  | 179 | 73  | +106 |
| 3   | HC GKS Katowice            | 24 | 56  | 18 | 1   | 0   | 5  | 156 | 74  | +82  |
| 4   | Orlik Opole                | 24 | 47  | 15 | 1   | 0   | 8  | 163 | 89  | +74  |
| 5   | SMS I PZHL Sosnowiec       | 24 | 39  | 11 | 2   | 2   | 9  | 94  | 97  | -3   |
| 6   | Legia Warszawa             | 23 | 37  | 12 | 0   | 1   | 10 | 117 | 91  | +26  |
| 7   | Unia Oświęcim CLJ          | 24 | 33  | 10 | 0   | 3   | 11 | 82  | 105 | -23  |
| 8   | Stoczniowiec Gdańsk CLJ    | 24 | 32  | 10 | 1   | 0   | 13 | 84  | 114 | -30  |
| 9   | MMKS Podhale Nowy Targ CLJ | 24 | 32  | 10 | 1   | 0   | 13 | 95  | 119 | -24  |
| 10  | UKS Sielec Sosnowiec       | 24 | 23  | 7  | 1   | 0   | 16 | 72  | 154 | -82  |
| 11  | MKS Sokoły Toruń CLJ       | 24 | 16  | 5  | 0   | 1   | 18 | 80  | 155 | -75  |
| 12  | Naprzód Janów CLJ          | 22 | 14  | 4  | 1   | 0   | 17 | 62  | 187 | -125 |
| 13  | SMS II PZHL Sosnowiec      | 24 | 7   | 2  | 0   | 1   | 21 | 57  | 148 | -91  |

Legenda:       = gra w II etapie

### II etap
L = lokata, M = liczba rozegranych spotkań, Pkt = Liczba zdobytych punktów, W = Wygrane, WpD = Wygrane po dogrywce lub karnych, PpD = Porażki po dogrywce lub karnych, P = Porażki (ogółem), G+ = Gole strzelone, G- = Gole stracone, +/- Różnica bramek
| Lp. | Zespół               | M  | Pkt | W  | WpD | PpD | P  | G + | G - | +/-  |
| --- | -------------------- | -- | --- | -- | --- | --- | -- | --- | --- | ---- |
| 1   | Nesta Toruń          | 36 | 108 | 36 | 0   | 0   | 0  | 311 | 57  | +254 |
| 2   | HC GKS Katowice      | 36 | 82  | 26 | 2   | 0   | 8  | 231 | 125 | +106 |
| 3   | Polonia Bytom        | 36 | 76  | 25 | 0   | 1   | 10 | 240 | 132 | +108 |
| 4   | Orlik Opole          | 36 | 70  | 21 | 3   | 1   | 11 | 231 | 141 | +90  |
| 5   | Legia Warszawa       | 36 | 56  | 18 | 0   | 2   | 16 | 208 | 148 | +60  |
| 6   | SMS I PZHL Sosnowiec | 36 | 42  | 13 | 2   | 2   | 19 | 127 | 179 | -52  |
| 7   | UKS Sielec Sosnowiec | 36 | 23  | 7  | 1   | 0   | 28 | 104 | 292 | -188 |

Legenda: 
      = awans do play-off
      = koniec sezonu

## Play off
Do rozgrywek o awans do ekstraklasy awansowały 4 najlepsze zespoły sezonu zasadniczego. Następnie odbyły się dwie rundy: 1/2 finału i finał, w których za wynik rywalizacji przyjęto sumę goli uzyskanych w dwumeczu. Półfinały rozegrane zostały systemem mecz i rewanż. Zwycięzcy tych par zagrały w finale rozgrywek. Zwycięzca decydującej serii bezpośrednio awansował do ekstraklasy. Przegrany w finale otrzymał kwalifikację do rywalizacji z dziewiątą drużyną ekstraklasy o miejsce w PLH.
|  |                 |                 |                 |                  |   |             |             |       |
|  | Półfinał        | Półfinał        | Półfinał        |                  |   | Finał       | Finał       | Finał |
|  | Półfinał        | Półfinał        | Półfinał        |                  |   | Finał       | Finał       | Finał |
|  | 4,6 marca 2011  |                 |                 |                  |   |             |             |       |
|  |                 |                 |                 |                  |   |             |             |       |
|  | Nesta Toruń     | Nesta Toruń     | 17              |                  |   |             |             |       |
|  | Nesta Toruń     | Nesta Toruń     | 17              | 11,13 marca 2011 |   |             |             |       |
|  | Orlik Opole     | Orlik Opole     | 4               |                  |   |             |             |       |
|  | Orlik Opole     | Orlik Opole     | 4               |                  |   | Nesta Toruń | Nesta Toruń | 12    |
|  | 4,6 marca 2011  |                 |                 |                  |   | Nesta Toruń | Nesta Toruń | 12    |
|  |                 |                 | HC GKS Katowice | HC GKS Katowice  | 5 |             |             |       |
|  | Polonia Bytom   | Polonia Bytom   | HC GKS Katowice | HC GKS Katowice  | 5 | 6           |             |       |
|  | Polonia Bytom   | Polonia Bytom   |                 |                  |   |             |             |       |
|  | HC GKS Katowice | HC GKS Katowice | 7               |                  |   |             |             |       |
|  | HC GKS Katowice | HC GKS Katowice | 7               |                  |   |             |             |       |